# John Erskine, 26. Earl of Mar
John Francis Miller Erskine, 26. Earl of Mar (* 28. Dezember 1795; † 19. Juni 1866), war ein britischer Adliger.

## Leben
Er war der einzige Sohn und Erbe von John Erskine, 25. Earl of Mar (1772–1828) aus dessen Ehe mit Janet Miller († 1825).
Er wurde an der Westminster School erzogen. Im Dezember 1813 trat er als Ensign des 1st Regiment of Foot Guards in die British Army ein und nahm am Sommerfeldzug von 1815 teil.
Beim Tod seines Vaters am 20. September 1828 erbte er dessen Titel als 26. Earl of Mar, 19. Lord Garioch und 14. Lord Erskine.
Seit dem kinderlosen Tod seines Verwandten Methven Erskine, 10. Earl of Kellie (um 1750–1829) am 3. Dezember 1829 hatte er auch Erbanspruch auf dessen Titel als 11. Earl of Kellie, 11. Viscount Fentoun, 11. Lord Erskine of Dirletoun und 11. Lord Dirletoun. Aufgrund des entfernten Verwandtschaftsgrades – er war dessen Ur-urgroßneffe achten Grades – wurden ihm diese Titel erst am 3. September 1835 amtlich bestätigt.
Am 24. April 1827 heiratete er Philadelphia Stuart († 1853), Tochter des Sir Charles Granville Stuart-Menteth, 1. Baronet (of Closeburn). Die Ehe blieb kinderlos.
Bei seinem Tod fielen seine Adelstitel Earl of Kellie nebst nachgeordneten Titeln, sowie der Titel Lord Erskine an seinen Cousin Walter Erskine als nächsten männlichen Verwandten. Über die Erbschaft des Titels Earl of Mar (mit dem nachgeordneten Titel Lord Garioch) entstand ein Rechtsstreit, ob dieser ausschließlich in männlicher oder auch in weiblicher Linie an seine Schwester Frances Goodeve (geb. Erskine, † 1842) und deren Nachkommen vererbbar sei. Die Rechtsstreitigkeiten führten letztlich zum kuriosen Ergebnis, dass es – bis dahin unentdeckt – zwei parallele Titel eines „Earl of Mar“ gegeben hatte, von denen der ältere, 1404 entstandene auch in weiblicher Linie erblich sei und 1885 Frances’ Sohn John Goodeve-Erskine als 27. Earl of Mar (erster Verleihung) zusammen mit dem Titel 19. Lord Garioch als Generalerben zugesprochen wurde; der jüngere sei 1565 entstanden, sei nur in männlicher Linie erblich und wurde 1875 Walter Erskines Sohn Walter Erskine, 13. Earl of Kellie, als 11. Earl of Mar (siebter Verleihung) zugesprochen. John Erskine, 26. Earl of Mar (erster Verleihung), gilt seither de iure auch als 9. Earl of Mar (siebter Verleihung).